# Послушайте!
«Послушайте!» — стихотворение Владимира Маяковского, изданное в 1914 году в «Первом журнале русских футуристов» (№ 1-2). Источник крылатого выражения «если звёзды зажигают — значит — это кому-нибудь нужно?»

## Структура и содержание
Стихотворение написано в виде монолога лирического героя, в первых строках обращающегося с вопросом к абстрактному читателю или слушателю. Героя мучит вопрос — есть ли смысл в том, что зажигают звёзды. В третьем лице выстраивается образ человека, которому звезда необходима до такой степени, что он «врывается к богу», целует ему руку, молит о том, чтобы была звезда, и клянётся, что «не перенесет эту беззвездную муку». Стихотворение завершается циклически — тем же вопросом, принимающим уже форму утверждения.
Произведение состоит из трёх строф с перекрёстной рифмовкой abab, написанных тоническим стихом. При этом стихи достаточно длинные и большинство из них разбито на несколько строчек столбиком (исключение составляют только 2-й и 3-й стихи первой строфы), визуально увеличивая объём стихотворения.

## Создание и публикация
В собраниях сочинений указывается только наиболее поздняя возможная дата создания — январь 1914 года. В своих мемуарах Софья Шамардина вспоминает, что это произведение начало сочиняться спонтанно, в извозчичьей пролётке по пути домой с «какого-то концерта-вечера»: 
…держал мою руку в своем кармане и наговаривал о звёздах. Потом говорит: «Получаются стихи. Только непохоже это на меня. О звёздах! Это не очень сентиментально? А все-таки напишу. А печатать, может быть, не буду».
 Согласно литературоведу В. Н. Дядичеву, стихотворение написано в ноябре—декабре 1913 года, в дни, когда автор заканчивал работу над своей первой пьесой — трагедией «Владимир Маяковский». Это обстоятельство сказалось на общей тональности стихотворения, близкой к настроению пьесы, соотносящей чувство любви с самим мирозданием.
В марте 1914 года «Послушайте!» было опубликовано вместе с ещё тремя стихотворениями Маяковского в номере 1—2 «Первого журнала русских футуристов». В этом первом издании стихотворение вышло без заглавия и знаков препинания, но с прописными буквами в начале каждой строки. Кроме того, видимо, по цензурным соображениям, вместо «торопится к богу, боится, что опоздал» в тексте были слова «торопится на небо» (в дальнейшем этот вариант был перепечатан Давидом Бурлюком в «Газете футуристов» в 1919 году). В книжном варианте автор включил его в сборник «Для первого знакомства» (1915, не издан), а окончательный вид оно приобрело в сборнике 1917 года «Простое как мычание». В дальнейшем включено в неизменной форме в сборники «Всё сочинённое Владимиром Маяковским, 1909—1919», «13 лет работы» (том 1), «Избранный Маяковский», а затем в 1-й том прижизненного собрания сочинений (1928).
Текст стихотворения положен на музыку Владимиром Дашкевичем (одноимённый вокальный цикл 1977 года). После этого произведение входило в репертуар певицы Елены Камбуровой, в 1981 году фирмой звукозаписи «Мелодия» выпущен виниловый альбом «Послушайте…» Ещё одна песня на текст «Послушайте!» была написана Владимиром Мулявиным и Валерием Головко для ансамбля «Песняры» и входила в 1986—1988 годах в концертную программу «Во весь голос» (сольную партию исполнял Валерий Дайнеко).

## Литературоведческий анализ
Стихотворение относится к раннему периоду творчества Маяковского, который Т. А. Тернова называет неоромантическим и который характеризуется единой смысловой линией: лирический герой пытается наладить связь с миром «бытовых» людей, убеждается в бесполезности попыток и на смену им обращается к декларации собственной идентичности.
Приём разбивки длинных стихов на несколько строчек позволяет также акцентировать не только рифмы, но и слова, завершающие строчки — например, «послушайте!», «зажигают», «плачет», «клянётся», — а также создавать дополнительные скрепляющие текст созвучия («послушайте»-«жемчужиной», «значит»-«плачет»). Той же цели служит необычный переход от первой строфы ко второй: четвёртый стих первой строфы «И, надрываясь // в метелях полуденной пыли» не завершает фразу, и она продолжается в первом стихе второй строфы. Стихотворение построено в подчёркнуто разговорной манере — автор убеждает читателя, аргументирует свою позицию. Это подчёркивают повторяющееся «значит», разговорное «ведь», множество вопросительных и восклицательных знаков. В итоге заключительные строки, формально сохраняя вопросительную форму, по своей сути являются утвердительным выводом. Интонации стихотворения интимно-доверительны, пронизаны надеждой, в них отсутствует характерное для Маяковского искусственное усиления лирического голоса.
Анализируя текст, В. Н. Дядичев пишет, что для лирического героя загоревшаяся звезда придаёт смысл жизни, подтверждает существование в мире любви и добра. Ради того чтобы это произошло, герой готов на подвиги, но совершает он их не для себя, а для другого — любимого и близкого, к которому обращены его дальнейшие слова: «…теперь тебе ничего? Не страшно?»

Начиная с посвящённой жизни и творчеству Маяковского монографии В. О. Перцова, «Послушайте!» рассматривается как часть этической и эстетической полемики русского поэта с популярным в его время Франсисом Жаммом (переводы И. Г. Эренбурга из сборника «От утреннего благовеста до вечерни»). В ранней лирике Маяковского Перцов отмечал два таких полемических произведения — финальное стихотворение из цикла «Я!» («Несколько слов обо мне самом», начинающееся словами «Я люблю смотреть, как умирают дети») как ответ на «Молитву, чтобы ребёнок не умер» и «Послушайте!» как ответ на «Молитву, чтобы получить звезду»: 
Боже, дай мне одну золотую звезду,
Может, в ней для души я спасенье найду.
Если ты не захочешь отдать её мне,
Без обиды, без жалобы всё я снесу.
Если гибель в звезде — подари её мне,
Как дают бедняку золочёное су…
Если у Жамма отношения между лирическим героем и Всевышним построены традиционно, «по вертикали», и сводятся к униженной мольбе и готовности к любому исходу, то у Маяковского эти отношения выстраивает сам герой, для которого горящая звезда для других людей важнее Бога. Сам Бог при этом подчёркнуто антропоморфен, его образ снижен, к нему можно врываться, выдвигать требования, даже шантажировать. С этой точки зрения в стихотворении проявляется обычный для ранней поэзии Маяковского богоборческий мотив — Создатель существует и правит миром, но он не благ и мало что значит в отдельной человеческой судьбе. С другой стороны, «жилистая» рука Бога, по мнению Дядичева, — это признак труженика, символ того, что он может понять состояние лирического героя. Л. Ю. Большухин отмечает, что стихотворение может быть истолковано не только в русле богоборчества, но и как попытка «воссоздать идеал молитвенного контакта с Богом». Он также выделяет у Маяковского мотив страха, переходящий в «Послушайте!» из цикла «Я!» и отсутствующий у Жамма. В отличие от Жамма, у русского поэта конфликт с миром не исчерпан и нуждается в озвучании.
Отмечается, что фраза из стихотворения «если звёзды зажигают — значит — это кому-нибудь нужно?» стала крылатым выражением.

### Комментарии
1. ↑  Лиля Брик эту позицию оспаривала и отрицала всякую связь между этими двумя произведениями[13].